# 頂裂黴屬
頂裂黴屬（学名：Meristacrum）是蟲黴目頂裂黴科惟一的一属。 

## 下属物种
本属包括以下物种：
- Meristacrum asterospermum Drechsler
- Meristacrum milkoi (Dudka & Koval) Humber